# 官商勾結

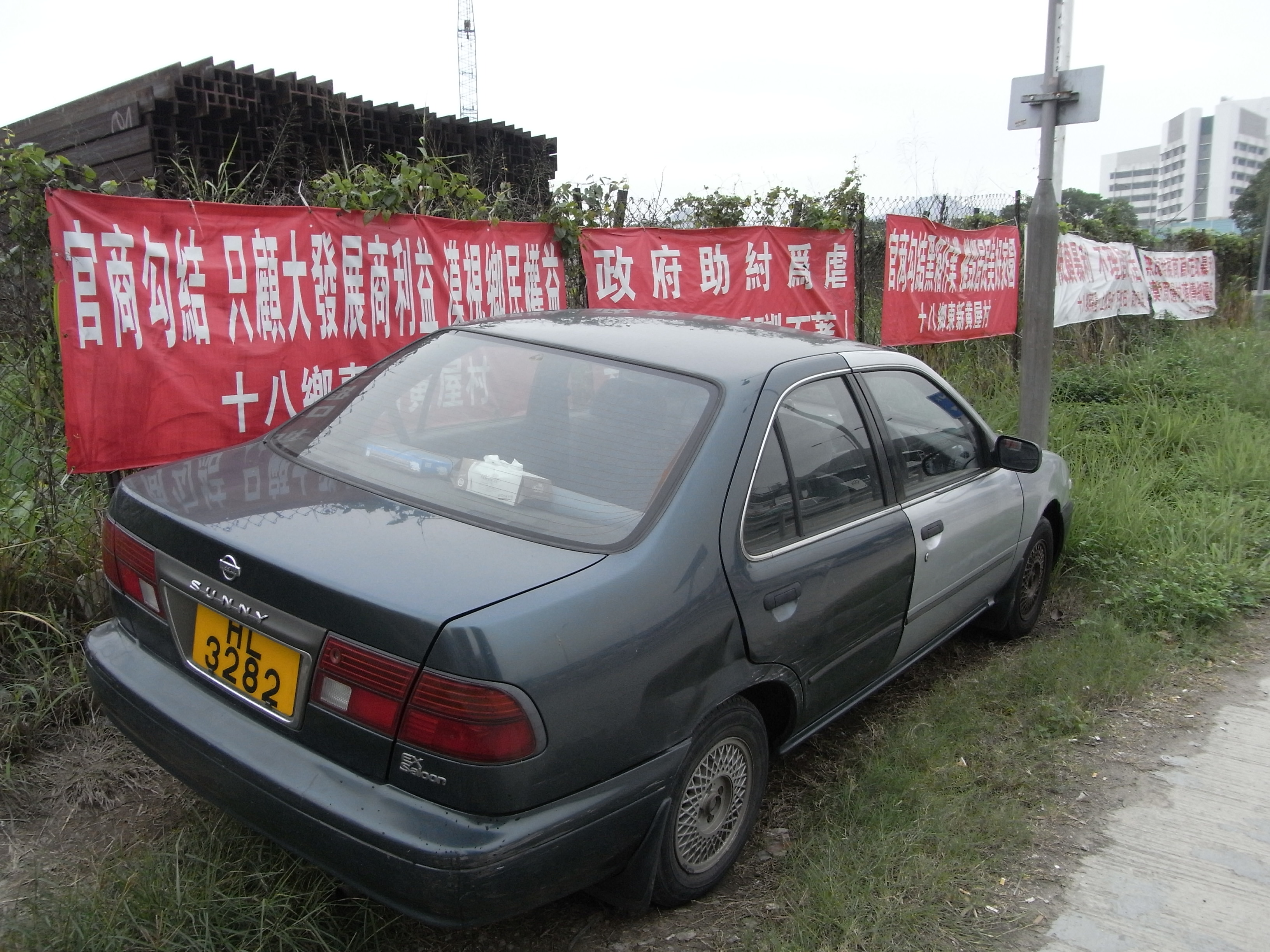
香港市民使用「官商勾結」字樣的示威標語

官商勾結，是一個帶有負面性質的名詞，一般是指政府或個別官員徇私瀆職，在制訂或推行政策時，向個別企業集團輸送利益，由於沒有實質金錢交易，因此不能直接等同於貪污，但政府將公權偏幫某些商人或財團，政治制度向利益集團傾斜。利用菁英主義心態，企業集團亦可能透過各方式僱用這些官員到該大財團工作。
而正面的官商合作，是指政府施政得到商人或財團的合作，以市場對社會有絕對影響的意識，確立「經濟發展優先」的治理原則，採取積極不干預政策，利用自由市場的力量執行社會創造勞動力等就業、地方產業及再分配政策。

## 爭議事例

### 香港
香港於1997年後，部份人認為中央透過政治輸送經濟換取統治的穩定。例如第一任特首董建華便是商人，數碼港李澤楷無公開招標、Tom.com李嘉誠創業板上市獲多項豁免等事件，使部份市民認定特區政府公然地進行「官商勾結」。1980年代開始，香港的經濟自由度指數經常都是自由放任往往很多外商等人士到港通商，香港自1994年能每年成為全球最自由經濟體系的其中一個原因。
香港中文大學政治與行政學系助理教授黃鶴回作出測試，驗證有關問題。他根據2000年的800人選委會名單，找到有128名成員，是上市公司的董事或主要股東，並將這些公司歸類為「有政治背景」的公司，學者將這些「政治公司」在回歸前後的股東權益報酬率、市場與賬面價比率等資料作出分析，發現他們在回歸後，明顯跑贏大市。
2014年《經濟學人》公布的裙帶資本主義指數，香港在23個國家和地區中排名第1。
2022年10月，特首李家超出席立法會答問大會，表示官商勾結是反中亂港時期用以挑起社會矛盾的術語，並導致社會分化出現矛盾，認為社會各界需反對這種具破壞性的「壞思想」。

### 澳門
澳門的政治長期被親中商業集團和大家族所把持，首任特首何厚鏵和第二任特首崔世安便是澳門三大家族的領袖，崔世安的兩個親屬崔世昌和崔世平都在澳門立法會分別代表專業界別和政府。澳門政府對官員利益輸送的反應之慢也令市民十分不滿，歐文龍案和墓地門事件都沒有得到合理的解決，連年對地產商和博彩公司超低價批出土地更是遭人詬病之舉，土地被屯積使澳門房地產市場價格居高不下，居住市場發展畸形，大量年輕市民均為居所叫苦。

### 台灣
2016年《經濟學人》公布的裙帶資本主義指數，臺灣排名全球第10。

### 韓國
韓國以大企業主導國家經濟發展，政府推行政策亦離不開與財閥合作，社會實質由財閥支撐控制，企業財閥透過利益輸送、政治獻金方式支持並且操縱選舉，並以此影響政府政策與國會立法，進而強化企業自身利益；而韓國官商之間相互勾結早已根深柢固，亦造成歷屆總統被曝光以權謀私，貪污腐敗的醜聞。

### 日本
日本官商勾結源起於傳統上重視職場輩份，政府人員退休到日本企業任職的裙帶關係。日本企業以聘請政府人員，打通日後交涉門路方便辦事；公務員組成派系以爭取更好的待遇，有組織地介紹退休官員到關係密切的民營企業、政府下屬相關機構或地方團體擔任要職。雖然有聲音要求政府改革，但從體制上又或政府曖昧的回應上，似乎都無法在短期內解決官商勾結的問題。

### 爭議事件條目
- 2012年新地風暴
- 香港警黑合作的爭議
- 歐文龍貪污案：個別官員向友好商人政策傾斜。
- 香港立法局議席的功能界別爭議
- 積極不干預政策的評價與質疑
- 陈良宇事件
- 數碼港的爭議
- 發水樓
- 夢想家音樂劇的質疑與負面評價
- 元朗橫洲發展公屋的爭議
- 保安局高官出席涉性侵晚宴事件

## 外部連結
- 思利治《論官商勾結》
- 上海社保基金案：官商勾结新图谱（页面存档备份，存于） 中国经营报 2006年8月20日
- 上海樓房倒塌暴露官商勾結隱匿鎖鏈（页面存档备份，存于） 2009-07-05
- 河南抓貪官 18名廳級官員官商勾結落馬 中央社 2010-01-21 17:16